# Aprunculus
Aprunculus (auch Abrunculus, Evrouil; † 14. Mai 491) war von etwa 456 bis 484 Bischof von Langres und von 486 bis 491 ein Bischof der Auvergne in Clermont-Ferrand. Er wird als Heiliger verehrt; sein Gedenktag ist der 14. Mai.

## Leben
Zu Herkunft und Jugend des Aprunculus ist nichts bekannt. Er trat um 456 erstmals als Bischof von Langres in die Geschichte ein.
Die Burgunden lebten ab etwa 480 in zunehmender Furcht vor den Franken und Bischof Aprunculus geriet in den Verdacht landesverräterischer Verbindungen zu den Franken. 484 trachteten daher die Einwohner von Dijon ihrem Bischof nach dem Leben, sodass Aprunculus gezwungen war, in aller Heimlichkeit nachts aus der Stadt nach Clermont zu fliehen. Nach anderer Quelle war es der Burgunderkönig Gundobad, der Aprunculus vertrieb.
Nach dem Tod des Bischofs Sidonius Apollinaris von Clermont im Jahr 486 wurde der Bischofssitz von einem namentlich nicht bekannten Priester usurpiert, der jedoch nach wenigen Tagen starb. Aprunculus konnte so doch noch, wie von Sidonius gewünscht hatte, Bischof werden.
Aprunculus starb am 14. Mai 491 in Clermont. Abweichend wird manchmal sein Tod um 488 angenommen.